# L'Amour en douce
Pour plus de détails, voir Fiche technique et Distribution.
L'Amour en douce est un film français réalisé en 1984 par Édouard Molinaro et sorti en 1985.

## Synopsis
Jeune avocat d'Aix-en-Provence, Marc délaisse son épouse, Jeanne, pour passer ses soirées à boire et jouer aux cartes en compagnie de ses copains. Compréhensive, la jeune femme laisse faire, jusqu'au jour où elle trouve son mari dans les bras d'une autre. Écœurée, elle le chasse du domicile conjugal. Marc doit alors s'installer à l'hôtel. En proie aux remords, il tente en vain de renouer avec Jeanne. La déprime commence à le gagner quand son patron, le bâtonnier Ravignac, le charge d'aller réceptionner à l'aéroport sa petite amie, Samantha, une ravissante call-girl...

## Fiche technique
- Réalisateur : Édouard Molinaro
- Scénario : Jean Sagols et Christian Watton
- Photographie : Jean-Paul Schwartz
- Montage : Robert et Monique Isnardon
- Musique : Alain Lemeur
- Année : 1984
- Durée : 90 minutes
- Genre : comédie
- Date de sortie : 27 février 1985

## Distribution
- Daniel Auteuil : Marc Delmas
- Jean-Pierre Marielle : Antoine Garnier, le compagnon de Jeanne
- Emmanuelle Béart : Samantha Lepage, la call-girl
- Sophie Barjac : Jeanne Delmas
- Daniel Ceccaldi : Maître Ravignac
- Mathieu Carrière : Carl
- Roger Dumas : Georges
- Claude Villers : Mario
- Jean-Michel Dupuis : Jacques
- Michel Robin : Gabriel
- Blanchette Brunoy : Mémé Odette
- Renée Faure : Tante Thérèse
- Marie-Anne Chazel : Josyane
- Évelyne Dandry : Brigitte
- Jean-Claude Martin : Henri Lacassagne
- Maka Kotto : François
- François Domange : Ficelle
- Thuy An Luu : Tang, la call-girl vietnamienne
- Valérie Vezzo : Sabine
- Yvette Étiévant : Claire, la secrétaire de Maître Ravignac
- Chrystelle Labaude : La lesbienne
- Pascale Charolais : La fille de l'hôtel
- Elisabeth Jubiot : L'hôtesse
- Béatrice Rossio : L'hôtesse Air Inter
- Rémy Gorrez : Le réceptionniste
- Laurent Baffie (non crédité) : Figurant

## Autour du film
- Daniel Auteuil interprète lui-même la chanson du générique du film : Que la vie me pardonne.
- À plusieurs reprises, Daniel Auteuil apparaît au volant d'une Citroën Axel. En effet, Citroën était l'un des sponsors du film[1].